# Tu, l'amore e il sesso
Tu, l'amore e il sesso è un album pubblicato nel 2006 della cantante Leda Battisti, con etichetta della Epic Records.

## Descrizione
Prodotto da Andrea Battaglia, Tu, l'amore e il sesso è il terzo album di Leda Battisti. Si tratta di un concept album nel quale ad ogni brano (8 inediti, 2 remix e 3 hit del primo disco di Leda) corrisponde un ricordo legato ad un viaggio dell'artista. Il sound è ancora quello latino (seppur con forti influenze elettroniche) e conta sul featuring del chitarrista di nuevo flamenco Ottmar Liebert. Questo lavoro viene pubblicato in seguito alla partecipazione di Leda alla terza edizione del reality show di Rai 2 Music Farm. È che mi piace è il singolo estratto.
Nel 2007, in seguito alla partecipazione della cantautrice al Festival di Sanremo 2007, l'album viene rieditato con l'aggiunta del brano sanremese Senza me ti pentirai (presente in più versioni) e Angelo.

## Tracce
1. Ancora una parola (New York breakfast at Leolindi's) (L. Battisti)
2. Dimmi cosa c'è (Rome; dolce vita's nostalgia) (L. Battisti)
3. Tu l'amore e il sesso (tapas en Barcelona xtapela) (L. Battisti)
4. È che mi piace (Ensenada's road wind) (L. Battisti)
5. Il vento sulla sabbia (66 route: coast to coast) (L. Battisti)
6. Corazón latino (Havana club) (L. Battisti - A. Battaglia)
7. Baia del sud (Taormina's deja vu) (L. Battisti)
8. Aria (Arabian moonlight dance) (L. Battisti - A. Battaglia)
9. Ancora una parola (Santa Fè club version) (L. Battisti)
10. Corazón latino (Delirio version) (L. Battisti - A. Battaglia)
11. L'acqua al deserto (Monjave desert: missing you...) (L. Battisti)
12. Un fiume in piena (Lisbon: noir desire in a gipsy night) (L. Battisti)
13. Sei tu (Key West: your smile is a blue sea) (L. Battisti)

## Formazione
- Leda Battisti – voce, cori, chitarra classica
- Ottmar Liebert – chitarra flamenco
- Juan Carlos Biondini – chitarra
- Dr. Latino – pianoforte, cori
- Lele Melotti – batteria
- Jon Gagan – basso
- Dave Bryant – percussioni
- Andrea Battaglia – programmazione
- Mauro Lima – percussioni
- Daniele Bonaviri – chitarra flamenco
- Francesco Grant – chitarra flamenco
- Andrea Piroso – pianoforte
- Emilio Soana – tromba
- Arturo Pomar, Pablo Llorca – cori

## Curiosità
L'acqua al deserto, Un fiume in piena e Sei tu sono ripresi da Leda Battisti (album) e pubblicati nella stessa versione d'origine.